# 1. Fussballclub Heidenheim 1846 2014-2015
Questa voce raccoglie le informazioni riguardanti lo  1. Fussballclub Heidenheim 1846   nelle competizioni ufficiali della stagione calcistica 2014-2015.

## Stagione
Nella stagione 2014-2015 l'Heidenheim, allenato da Frank Schmidt, concluse il campionato di 2. Bundesliga al 8º posto. In Coppa di Germania l'Heidenheim fu eliminato al secondo turno dal Wolfsburg.

## Rosa
| N. |                     | Ruolo | Calciatore          |
| -- | ------------------- | ----- | ------------------- |
| 1  | Germania (bandiera) | P     | Jan Zimmermann      |
| 4  | Germania (bandiera) | D     | Dennis Malura       |
| 5  | Germania (bandiera) | D     | Mathias Wittek      |
| 6  | Germania (bandiera) | C     | Julius Reinhardt    |
| 7  | Germania (bandiera) | C     | Marc Schnatterer    |
| 8  | Germania (bandiera) | D     | Philip Heise        |
| 9  | Francia (bandiera)  | A     | Smail Morabit       |
| 11 | Germania (bandiera) | A     | Patrick Mayer       |
| 13 | Germania (bandiera) | C     | Robert Leipertz     |
| 14 | Italia (bandiera)   | C     | Maurizio Scioscia   |
| 16 | Germania (bandiera) | D     | Tim Göhlert         |
| 17 | Germania (bandiera) | A     | Andreas Voglsammer  |
| 18 | Germania (bandiera) | C     | Sebastian Griesbeck |
| 19 | Germania (bandiera) | C     | Philipp Riese       |

| N. |                     | Ruolo | Calciatore             |
| -- | ------------------- | ----- | ---------------------- |
| 20 | Germania (bandiera) | C     | Alper Bagceci          |
| 22 | Germania (bandiera) | C     | Manuel Janzer          |
| 23 | Germania (bandiera) | D     | Kevin Kraus            |
| 25 | Germania (bandiera) | P     | Felix-Adrian Körber    |
| 26 | Germania (bandiera) | C     | Marcel Titsch-Rivero   |
| 27 | Germania (bandiera) | D     | Michael Vitzthum       |
| 29 | Germania (bandiera) | D     | Robert Strauß          |
| 31 | Germania (bandiera) | A     | Florian Niederlechner  |
| 33 | Germania (bandiera) | D     | Timo Beermann          |
| 34 | Germania (bandiera) | P     | Rouven Kai Sattelmaier |
| 35 | Germania (bandiera) | C     | Dave Gnaase            |
| 36 | Germania (bandiera) | C     | Tim Skarke             |
| 39 | Germania (bandiera) | A     | Adriano Grimaldi       |

## Organigramma societario
Area tecnica
- Allenatore: Frank Schmidt
- Allenatore in seconda: Bernhard Raab, Alexander Raaf
- Preparatore dei portieri: Bernd Weng
- Preparatori atletici: Robert Wohlrab

## Risultati

### 2. Bundesliga

#### Girone di andata
| Arbitro: | Sippel |

|                           |           |              |
| Schnatterer 42’ Mayer 84’ | Marcatori | 10’ Schlicke |

| Arbitro: | Kinhöfer |

|                              |           |  |
| Nielsen 38’ Reichel 56’, 72’ | Marcatori |  |

| Arbitro: | Ittrich |

|                                 |           |                         |
| Niederlechner 51’ Griesbeck 55’ | Marcatori | 13’ Okotie 66’ Leonardo |

| Arbitro: | Dietz |

|                 |           |             |
| Yabo 48’ (rig.) | Marcatori | 6’ Grimaldi |

| Arbitro: | Aytekin |

|                                               |           |                   |
| Schnatterer 57’ Niederlechner 60’ Bagceci 90’ | Marcatori | 82’ (rig.) Köhler |

| Arbitro: | Steinhaus |

|                                  |           |                        |
| Benschop 23’, 42’ Pohjanpalo 82’ | Marcatori | 37’, 68’ Niederlechner |

| Arbitro: | Rohde |

|                                          |           |  |
| Schnatterer 3’ Kraus 9’ Mayer 59’ (rig.) | Marcatori |  |

| Arbitro: | Winkmann |

|                                                                     |           |  |
| Mayer 9’ Schnatterer 20’ (rig.), 28’ Niederlechner 39’ Leipertz 77’ | Marcatori |  |

| Arbitro: | Hartmann |

|            |           |           |
| Kaiser 31’ | Marcatori | 21’ Heise |

| Arbitro: | Brych |

|                 |           |            |
| Schnatterer 79’ | Marcatori | 77’ Younes |

| Arbitro: | Meyer |

|                |           |  |
| Hinterseer 41’ | Marcatori |  |

| Arbitro: | Wingenbach |

|             |           |                |
| Morabit 37’ | Marcatori | 7’ Stroh-Engel |

| Arbitro: | Brand |

|  |           |                                     |
|  | Marcatori | 26’, 31’ Niederlechner 52’ Leipertz |

| Arbitro: | Willenborg |

|                                               |           |  |
| Schnatterer 6’ Leipertz 48’ Niederlechner 62’ | Marcatori |  |

| Fürth 28 novembre 2014, ore 18:30 CET 15ª giornata | Greuther Fürth | 0 – 0 referto | Heidenheim | Stadion am Laubenweg (10 130 spett.)\| Arbitro: \| Welz \| |
| Arbitro:                                           | Welz           |               |            |                                                            |

| Arbitro: | Siebert |

|  |           |             |
|  | Marcatori | 50’ Drexler |

| Arbitro: | Dietz |

|            |           |                   |
| Müller 14’ | Marcatori | 82’ Titsch-Rivero |

#### Girone di ritorno
| Arbitro: | Aarnink |

|                      |           |  |
| Dedič 28’ Engels 55’ | Marcatori |  |

| Arbitro: | Brych |

|  |           |         |
|  | Marcatori | 61’ Ryu |

| Arbitro: | Ittrich |

|                   |           |                               |
| Okotie 29’ (rig.) | Marcatori | 55’ Göhlert 66’ Niederlechner |

| Arbitro: | Gagelmann |

|  |           |              |
|  | Marcatori | 31’ Hennings |

| Arbitro: | Stark |

|                                    |           |                |
| Kreilach 7’ Brandy 28’ Quiring 56’ | Marcatori | 5’ Schnatterer |

| Arbitro: | Drees |

|              |           |                            |
| Leipertz 11’ | Marcatori | 23’ Fink 61’ Bellinghausen |

| Arbitro: | Willenborg |

|  |           |            |
|  | Marcatori | 28’ Wittek |

| Arbitro: | Cortus |

|                                             |           |                     |
| Terodde 11’ Šesták 20’, 70’ Gregoritsch 74’ | Marcatori | 41’ (rig.) Leipertz |

| Arbitro: | Grudzinski |

|                   |           |  |
| Niederlechner 51’ | Marcatori |  |

| Arbitro: | Ittrich |

|                                            |           |  |
| Orban 4’ Matmour 42’ Klich 77’ Hofmann 86’ | Marcatori |  |

| Arbitro: | Rohde |

|  |           |          |
|  | Marcatori | 27’ Groß |

| Arbitro: | Cortus |

|                        |           |                   |
| Stroh-Engel 64’ (rig.) | Marcatori | 77’ Niederlechner |

| Arbitro: | Dietz |

|                                     |           |           |
| Leipertz 62’ Schnatterer 82’ (rig.) | Marcatori | 90’ Nöthe |

| Arbitro: | Aytekin |

|                              |           |                        |
| Bouhaddouz 70’ Jovanović 79’ | Marcatori | 54’, 74’ Niederlechner |

| Arbitro: | Meyer |

|                                              |           |  |
| Göhlert 25’ Heise 42’ Schnatterer 49’ (rig.) | Marcatori |  |

| Arbitro: | Kircher |

|                     |           |                                                            |
| Barth 12’ Ademi 48’ | Marcatori | 39’ Schnatterer 44’, 86’ Niederlechner 75’ (rig.) Leipertz |

| Arbitro: | Dingert |

|                        |           |                                 |
| Kraus 55’ Leipertz 72’ | Marcatori | 80’ (rig.) Schönfeld 88’ Männel |

### Coppa di Germania
| Arbitro: | Hartmann |

|                                     |           |               |
| Schnatterer 53’ (rig.) Grimaldi 69’ | Marcatori | 79’ Schönheim |

| Arbitro: | Kinhöfer |

|                                         |           |                 |
| Caligiuri 28’ Dost 44’ Gustavo 65’, 78’ | Marcatori | 12’ Schnatterer |

## Statistiche

### Statistiche di squadra
| Competizione      | Punti | In casa | In casa | In casa | In casa | In casa | In casa | In trasferta | In trasferta | In trasferta | In trasferta | In trasferta | In trasferta | Totale | Totale | Totale | Totale | Totale | Totale | DR |
| Competizione      | Punti | G       | V       | N       | P       | Gf      | Gs      | G            | V            | N            | P            | Gf           | Gs           | G      | V      | N      | P      | Gf     | Gs     | DR |
| ----------------- | ----- | ------- | ------- | ------- | ------- | ------- | ------- | ------------ | ------------ | ------------ | ------------ | ------------ | ------------ | ------ | ------ | ------ | ------ | ------ | ------ | -- |
| 2. Bundesliga     | 46    | 17      | 8       | 4       | 5       | 29      | 15      | 17           | 4            | 6            | 7            | 20           | 29           | 34     | 12     | 10     | 12     | 49     | 44     | +5 |
| Coppa di Germania | -     | 1       | 1       | 0       | 0       | 2       | 1       | 1            | 0            | 0            | 1            | 1            | 4            | 2      | 1      | 0      | 1      | 3      | 5      | -2 |
| Totale            | -     | 18      | 9       | 4       | 5       | 31      | 16      | 18           | 4            | 6            | 8            | 21           | 33           | 36     | 13     | 10     | 13     | 52     | 49     | +3 |

### Andamento in campionato
| Giornata  | 1 | 2 | 3  | 4  | 5 | 6 | 7 | 8 | 9 | 10 | 11 | 12 | 13 | 14 | 15 | 16 | 17 | 18 | 19 | 20 | 21 | 22 | 23 | 24 | 25 | 26 | 27 | 28 | 29 | 30 | 31 | 32 | 33 | 34 |
| --------- | - | - | -- | -- | - | - | - | - | - | -- | -- | -- | -- | -- | -- | -- | -- | -- | -- | -- | -- | -- | -- | -- | -- | -- | -- | -- | -- | -- | -- | -- | -- | -- |
| Luogo     | C | T | C  | T  | C | T | C | C | T | C  | T  | C  | T  | C  | T  | C  | T  | T  | C  | T  | C  | T  | C  | T  | T  | C  | T  | C  | T  | C  | T  | C  | T  | C  |
| Risultato | V | P | N  | N  | V | P | V | V | N | N  | P  | N  | V  | V  | N  | P  | N  | P  | P  | V  | P  | P  | P  | V  | P  | V  | P  | P  | N  | V  | N  | V  | V  | N  |
| Posizione | 2 | 8 | 10 | 10 | 8 | 9 | 9 | 4 | 5 | 4  | 6  | 7  | 5  | 4  | 6  | 7  | 8  | 9  | 9  | 8  | 9  | 11 | 11 | 10 | 11 | 9  | 10 | 12 | 10 | 8  | 9  | 7  | 7  | 8  |

Legenda:

Luogo: C = Casa; T = Trasferta. Risultato: V = Vittoria; N = Pareggio; P = Sconfitta.

### Statistiche dei giocatori
| Giocatore        | 2. Bundesliga | 2. Bundesliga | 2. Bundesliga | 2. Bundesliga | Coppa di Germania | Coppa di Germania | Coppa di Germania | Coppa di Germania | Totale   | Totale | Totale      | Totale     |
| Giocatore        | Presenze      | Reti          | Ammonizioni   | Espulsioni    | Presenze          | Reti              | Ammonizioni       | Espulsioni        | Presenze | Reti   | Ammonizioni | Espulsioni |
| ---------------- | ------------- | ------------- | ------------- | ------------- | ----------------- | ----------------- | ----------------- | ----------------- | -------- | ------ | ----------- | ---------- |
| F. Kielkopf      | -             | -             | -             | -             | -                 | -                 | -                 | -                 | -        | -      | -           | -          |
| F. Körber        | 4             | 0             | 0             | 0             | -                 | -                 | -                 | -                 | 4        | 0      | 0           | 0          |
| R. Sattelmaier   | 5             | 0             | 0             | 0             | 2                 | 0                 | 0                 | 0                 | 7        | 0      | 0           | 0          |
| J. Zimmermann    | 26            | 0             | 1             | 0             | -                 | -                 | -                 | -                 | 26       | 0      | 1           | 0          |
| T. Beermann      | 6             | 0             | 0             | 0             | -                 | -                 | -                 | -                 | 6        | 0      | 0           | 0          |
| T. Göhlert       | 25            | 2             | 3             | 0             | 1                 | 0                 | 0                 | 0                 | 26       | 2      | 3           | 0          |
| P. Heise         | 30            | 2             | 4             | 1             | 2                 | 0                 | 0                 | 0                 | 32       | 2      | 4           | 1          |
| K. Kraus         | 27            | 2             | 1             | 1             | 2                 | 0                 | 0                 | 0                 | 29       | 2      | 1           | 1          |
| D. Malura        | 5             | 0             | 0             | 0             | 2                 | 0                 | 0                 | 0                 | 7        | 0      | 0           | 0          |
| M. Scioscia      | 3             | 0             | 0             | 0             | -                 | -                 | -                 | -                 | 3        | 0      | 0           | 0          |
| R. Strauß        | 33            | 0             | 5             | 0             | 1                 | 0                 | 0                 | 0                 | 34       | 0      | 5           | 0          |
| M. Vitzthum      | 3             | 0             | 1             | 0             | 1                 | 0                 | 0                 | 0                 | 4        | 0      | 1           | 0          |
| M. Wittek        | 27            | 1             | 9             | 0             | 2                 | 0                 | 0                 | 0                 | 29       | 1      | 9           | 0          |
| A. Bagceci       | 20            | 1             | 3             | 0             | 1                 | 0                 | 0                 | 0                 | 21       | 1      | 3           | 0          |
| S. Griesbeck     | 31            | 1             | 6             | 0             | 2                 | 0                 | 1                 | 0                 | 33       | 1      | 7           | 0          |
| J. Reinhardt     | 14            | 0             | 2             | 0             | 1                 | 0                 | 0                 | 0                 | 15       | 0      | 2           | 0          |
| P. Riese         | 10            | 0             | 1             | 0             | 2                 | 0                 | 0                 | 0                 | 12       | 0      | 1           | 0          |
| M. Schnatterer   | 34            | 11            | 3             | 0             | 2                 | 2                 | 0                 | 0                 | 36       | 13     | 3           | 0          |
| M. Schwenk       | 10            | 0             | 2             | 0             | -                 | -                 | -                 | -                 | 10       | 0      | 2           | 0          |
| M. Titsch-Rivero | 29            | 1             | 5             | 0             | 1                 | 0                 | 0                 | 0                 | 30       | 1      | 5           | 0          |
| A. Grimaldi      | 16            | 1             | 2             | 0             | 1                 | 1                 | 0                 | 0                 | 17       | 2      | 2           | 0          |
| R. Leipertz      | 31            | 8             | 1             | 0             | 1                 | 0                 | 1                 | 0                 | 32       | 8      | 2           | 0          |
| P. Mayer         | 13            | 3             | 0             | 0             | 1                 | 0                 | 0                 | 0                 | 14       | 3      | 0           | 0          |
| S. Morabit       | 27            | 1             | 5             | 1             | 1                 | 0                 | 0                 | 0                 | 28       | 1      | 5           | 1          |
| F. Niederlechner | 33            | 15            | 6             | 0             | 2                 | 0                 | 0                 | 0                 | 35       | 15     | 6           | 0          |
| A. Voglsammer    | 11            | 0             | 1             | 0             | -                 | -                 | -                 | -                 | 11       | 0      | 1           | 0          |